# Blongios varié
Botaurus involucris
Espèce
Répartition géographique
- résident permanent
- non nicheur

Statut de conservation UICN

 LC  : Préoccupation mineure
Le Blongios varié (Botaurus involucris) est une espèce d'oiseau de la famille des ardéidés.

## Distribution
Le Blongios varié se reproduit en Colombie, au Venezuela, au Guyana, au Suriname, aux extrêmes nord et sud du Brésil, au Paraguay, en Uruguay, en Argentine et au Chili. Des observations en dehors de la période de nidification ont été faites en Équateur, au Pérou et au Brésil. Le statut du Blongios varié en Amazonie n’est pas clair. Son aire de nidification dans cette région pourrait être plus étendue que l’on croit. Son comportement migratoire n’est pas clair non plus. Les observations en dehors de la période de nidification suggèrent qu’il effectue une forme de mouvement saisonnier.

## Habitat
Le Blongios varié fréquente principalement les marais d’eau douce bordés de roselières denses des basses terres.

## Nidification
Le Blongios varié niche en solitaire dans les roselières. Le nid, fait de fibres végétales, est fixé aux tiges des plantes aquatiques entre 30 et 60 cm au-dessus du niveau de l’eau. Les œufs sont au nombre de trois.